# 1194
1194 (MCXCIV) a fost un an bisect al calendarului iulian.

## Evenimente
- 4 februarie: Regele Richard Inimă de Leu al Angliei este răscumpărat din captivitatea împăratului Henric al VI-lea, după ce prestează acestuia omagiu.
- 20 martie: Regele Richard Inimă de Leu revine în Anglia.
- 25 martie: Tughrul al III-lea ibn Arslan este înfrânt și ucis în apropiere de Rey de către șahii din Horezm; se pune capăt dinastiei selgiucide în Persia și Hamadan.
- 17 aprilie: Richard Inimă de Leu este încoronat pentru a doua oară ca rege al Angliei, la Westminster.
- 5 mai: După moartea lui Cazimir al II-lea "cel Drept", fiul său Lech "cel Alb" devine duce de Polonia, fiind încoronat la Cracovia, dar Polonia este împărțită în 25 de ducate.
- 12 mai: După ce a lăsat regența regatului Angliei arhiepiscopului Hubert Walter de Canterbury, regele Richard Inimă de Leu debarcă în Franța, la Barfleur; în continuare, se reconciliază cu fratele său Ioan Fără de Țară la Lisieux, după care începe campania împotriva regelui Filip August al Franței.
- 5 iulie: Bătălia de la Freteval. Victorios, regele Richard Inimă de Leu al Angliei recuperează de la regele Filip August al Franței fiefurile dobândite de acesta în ultimii ani; Filip este nevoit să își abandoneze tezaurul și arhivele.
- 5 iulie: Împăratul Guangzong este nevoit să renunțe tronul dinastiei Song din China.
- 20 noiembrie: Cu sprijinul flotelor din Genova și Pisa, împăratul Henric al VI-lea cucerește Palermo, în pofida rezistenței opuse de Margaritus de Brindisi.
- 25 decembrie: Împăratul Henric al VI-lea se încoronează la Palermo ca rege al Siciliei; el caută în continuare să își extindă autoritatea în Italia și refuză să presteze jurământul de vasalitate al regilor normanzi față de Sfântul Scaun; în cadrul unei adunări la Palermo, el acuză de complot pe regina Sibilla și pe mai mulți baroni și prelați, drept pentru care sunt masacrați mai mulți baroni fideli ai dinastiei de Hauteville, iar mormântul lui Tancred de Lecce este profanat.

### Nedatate
- iulie: Împăratul Henric al VI-lea revine în Italia pentru a revendica moștenirea Siciliei.
- septembrie-octombrie: Împăratul Henric al VI-lea cucerește Napoli și Salerno și supune orașele din Apulia.
- Danezii atacă coastele Estoniei.
- Dinastia Teda din statul african Kanem-Bornu este înlocuită de la putere cu o dinastie musulmană originară din Kanem, fondată de Selmaa ben Bikorou.
- Ducele Leopold al V-lea de Austria întemeiază Wiener Neustadt, ca bastion de apărare împotriva ungurilor.
- Generalul ghurid Qutb ad-Din Aibak înfrânge și ucide în apropiere de Etawah pe regele Gahadavala din Benares și Kanauj.
- Henric al II-lea de Champagne, regele Ierusalimului, se deplasează personal în fortăreața sectei asasinilor, al-Kahf și încheie cu conducătorul acestora, Sinan, o alianță.
- Orașul englez Portsmouth primește o chartă regală.
- Puternice inundații în nordul Chinei; fluviul Huanghe își schimbă cursul, distrugând drenajul vechi de 700 de ani al râului Huai.

## Arte, științe, literatură și filozofie
- 10 iunie: Puternic incendiu al catedralei din Chartres, conducând la începerea lucrărilor de reconstruire; vechea catedrală romanică este înlocuită cu una în stil gotic.

## Înscăunări
- 20 februarie: Wilhelm al III-lea, rege al Siciliei.
- 5 mai: Lech "cel Alb", duce de Polonia.
- 27 iunie: Sancho al VII-lea "cel Puternic", rege al Navarrei (1194-1234).
- 25 decembrie: Împăratul Henric al VI-lea, rege al Siciliei.

### Nedatate
- aprilie: Amaury I de Lusignan, rege al Ciprului (1194-1205).
- Ningzong, împărat al Chinei din dinastia Song (1194-1224).
- Selmaa ben Bikorou, rege în statul Kanem-Bornu.

## Nașteri
- 17 ianuarie: Mainard I, conte de Tirol și Gorizia (d. 1258).
- 25 aprilie: Ezzelino al III-lea da Romano, condottier italian (d. 1259).
- 26 decembrie: Frederic al II-lea de Hohenstaufen, împărat romano-german (d. 1250)
- Albertet de Sisteron, trubadur francez (d. 1221).
- Ibn Abi Usaybi'a, medic și istoric arab (d. 1270).
- Jacopo Contarini, doge al Veneției (d. 1280).

## Decese
- 20 februarie: Tancred de Lecce, rege al Siciliei (n. ?)
- 25 martie: Tughrul al III-lea, sultan selgiucid (n. ?)
- 5 mai: Cazimir al II-lea "cel Drept", rege al Poloniei (n. 1138).
- 27 iunie: Sancho al VI-lea, rege al Navarrei (n.c. 1133).
- 28 iunie: Xiaozong, împărat al Chinei (n. 1127).
- 27 septembrie: Renaud de Courtenay, nobil anglo-normand (n. 1125).
- 31 decembrie: Leopold al V-lea, duce de Austria și de Stiria (n. 1157)
- Benedictus Abbas (Benedict of Peterborough), cronicar englez (n. 1135)
- Gahadavala, rege indian (n. ?)
- Guy de Lusignan, rege-consort de Ierusalim (n.c. 1150).
- Raymond al V-lea, conte de Toulouse (n. 1134)
- Sviatoslav al III-lea de Kiev (n. ?)